# 長七の和音
長七の和音（ちょうしちのわおん）とは、四和音の一種で、長三和音に根音から長七度上の音を付加したものである。
ポピュラー音楽では英語名のメイジャー・セブンス・コード（慣例的にはメジャー・セブンス・コード）とも呼ばれる。

## 基本データ

### 各語での呼称
- 英語: Major seventh chord （メイジャー・セブンス・コード）
- 英語: Delta chord（デルタ・コード）

### 構成音
- 根音（R）
- 長三度（M3°）
- 完全五度（P5°）
- 長七度（M7°）

以上の4音から構成される四和音である。

### 和音記号
| 和音記号の種類   | 表記法 | 表記法              | 表記法              | 表記法              |
| 和音記号の種類   | 基本形 | 第1転回形           | 第2転回形           | 第3転回形           |
| コードネーム表示 | XM7    | XM7/Y または XM7onY | XM7/Z または XM7onZ | XM7/W または XM7onW |
| ピッチクラス表示 | [047B] | [047B]              | [047B]              | [047B]              |

ただし、根音をX, 第3音をY, 第5音をZ, 第7音をWとする。

### 周波数比
| 音律名         | 根音 : 第3音 : 第5音 : 第7音                                                            | 数値                               |
| 純正律         | {\displaystyle 8:10:12:15}                                                              | 1 : 1.25 : 1.5 : 1.875             |
| ピタゴラス音律 | {\displaystyle 1:{\frac {81}{64}}:{\frac {3}{2}}:{\frac {243}{128}}}                    | 1 : 1.265625 : 1.5 : 1.898438      |
| 中全音律       | {\displaystyle 1:{\frac {5}{4}}:5^{\frac {1}{4}}:{\frac {5}{4}}\times 5^{\frac {1}{4}}} | 1 : 1.25 : 1.495349 : 1.869186     |
| 平均律         | {\displaystyle 1:2^{\frac {4}{12}}:2^{\frac {7}{12}}:2^{\frac {11}{12}}}                | 1 : 1.259921 : 1.498307 : 1.887749 |

長七度は不協和音程であるため、この和音は不協和音と見なされるが、純正率では単純な周波数比になるため、うなりは生じない。

## 主な用法
四和音が和声の基本となるポピュラー音楽において、中心的な役割を果たし、この傾向は長調において顕著になる。属七の和音やメイジャー・シックスス・コードと並び、長三和音の代理コードとして用いられる。

### 機能和声の中で
以下のような用法があげられる。
- 長調における I7（トニック）
- 長調における IV7（サブドミナント）
- 短調（自然的短音階）における III7（トニックの代理コード）
- 短調（自然的短音階）における VI7（トニックの代理コード）

### モードの中で
アイオニアン・モード、リディアン・モードの中で使用できる。
ただし、リディアン・モードにおいてそのまま使用すると長調やアイオニアン・モードを連想させるため、リディアン・モードの特性音である増11度音がテンションとして加えられることがある。

### 転回
長七の和音は、主に基本形（根音が低音）で用いられることが多い。

### 付加音、テンション
以下の音が付加されることがある。

#### アイオニアン・スケールにおいて
- 9th（根音の長九度上）
- 13th（根音の長十三度上）

なお、11th（根音の完全十一度上）は第3音と短9度を形成し響きを阻害するため、用いられない。

#### リディアン・スケールにおいて
- 9th（根音の長九度上）
- #11th（根音の増十一度上）
- 13th（根音の長十三度上）

なお、#11thはリディアン・スケールの特性音である。